# Televisione in Canada
La televisione in Canada ha iniziato le trasmissioni nel 1952, con la nascita delle prime emittenti televisive a Toronto e a Montréal. Inoltre, da sempre, in diverse zone della nazione sono disponibili alcuni canali televisivi statunitensi, per la lingua italiana di Rai e Mediaset. Una delle prime emittenti fu la Canadian Broadcasting Corporation.

## Canali televisivi nazionali
| Canale                     | Fondazione | Tipologia                               | Lingua         | # emittenti televisive affiliate di proprietà | # emittenti televisive private affiliate |
| -------------------------- | ---------- | --------------------------------------- | -------------- | --------------------------------------------- | ---------------------------------------- |
| CBC Television             | 1952 *     | televisione pubblica                    | Inglese        | 16                                            | 7                                        |
| Télévision de Radio-Canada | 1952       | televisione pubblica                    | Francese       | 13                                            | 2                                        |
| CTV                        | 1961       | televisione commerciale                 | Inglese        | 22                                            | 1                                        |
| Global                     | 1974       | televisione commerciale                 | Inglese        | 13                                            | 1                                        |
| TVA                        | 1971       | televisione commerciale                 | Francese       | 6                                             | 4                                        |
| APTN                       | 1992       | televisione commerciale, Multiculturale | Multiculturale | 2                                             | 0                                        |

## Canali televisivi che coprono parzialmente il territorio canadese
| Canale                       | Fondazione | Tipologia                   | Lingua         | # emittenti televisive di proprietà affiliate | # emittenti televisive private affiliate |
| ---------------------------- | ---------- | --------------------------- | -------------- | --------------------------------------------- | ---------------------------------------- |
| Citytv                       | 1972 **    | televisione commerciale     | Inglese        | 5                                             | 3 + 1 solo via cavo                      |
| CTV Two                      | 2005       | televisione commerciale     | Inglese        | 5 OTA + 2 solo via cavo                       | -                                        |
| V                            | 1986       | televisione commerciale     | Francese       | 5                                             | 4                                        |
| Omni Television              | 1979***    | Multiculturale              | Multiculturale | 5                                             | -                                        |
| Crossroads Television System | 1998       | canale televisivo religioso | Inglese        | 3                                             | -                                        |
| Joytv                        | 2008       | canale televisivo religioso | Inglese        | 2                                             | -                                        |

## Canali televisivi comunitari

### Lingua inglese
- CFEG-TV, Abbotsford, Columbia Britannica.
- CFSO-TV, Cardston, Alberta.
- CFTS-TV, Teslin, Yukon.
- CFTV-TV, Leamington, Ontario.
- CH5248, Neepawa, Manitoba.
- CHCT-TV, St. Andrews, Nuovo Brunswick.
- CHET-TV, Chetwynd, Columbia Britannica.
- CHOB-TV, Hobbema, Alberta.
- CHVC-TV, Valemount, Columbia Britannica.
- CIER-TV, Ear Falls, Ontario.
- CIHC-TV, Hay River, Territori del Nord-Ovest.
- CIRE-TV, High Prairie, Alberta.
- CKER-TV, Kahnawake, Québec
- VX9AMK, (using the on-air brand Star Ray TV), Toronto, Ontario.

### Lingua francese
- CHNE-TV, Chéticamp, Nuova Scozia.
- CHMG-TV, Québec, Québec.

### Multilingue
- CIMC-TV, Arichat, Nuova Scozia (Inglese e Francese).
- CFHD-DT, ICI television, Québec.

## Televisione via cavo
La regione canadese de Quebec, ha una tradizione culturale diversa dal resto della nazione, nel Québec si parla il francese, per cui nacque il desiderio di utilizzare la televisione da parte della comunità francofona, come strumento di rivitalizzazione culturale, di riaggregazione sociale dei quartieri periferici delle grandi città, dove i rapporti sociali e la vita culturale del quartiere si stavano disgregando. In quegli anni, la televisione via etere non consentiva di disporre di molti canali, e le frequenze via etere erano utilizzate soprattutto per i tre o quattro presenti a livello nazionale. Era pertanto impensabile avere frequenze disponibili per attivare una televisione locale. Il cavo diventò pertanto, l'unico strumento adatto a creare canali televisivi locali, che in Canada furono dati in gestione alla comunità di base. Pertanto nasce nella Nazione la televisione via cavo, prima idea di televisione comunitaria: televisioni dove le comunità locali, i gruppi culturali, i gruppi sociali di base trovano l'occasione di informare gli altri delle proprie attività, di riflettere collettivamente sui problemi del quartiere, sui problemi della città, e anche di produrre approfondimenti di tipo culturale sulla storia locale, sulla geografia, sugli aspetti più interessanti, anche dal punto di vista espressivo e artistico, legati alle capacità produttive locali.

## Lista delle stazioni televisive canadesi
| Nome della stazione | Network di appartenenza  | Luogo                                     | Significato                                                                     | Canale analogico | Canale digitale | LCN  |
| ------------------- | ------------------------ | ----------------------------------------- | ------------------------------------------------------------------------------- | ---------------- | --------------- | ---- |
| CBAFT               | SRC                      | Moncton, Nuovo Brunswick                  | CB C Atlantic French Television                                                 |                  | 11              | 11.1 |
| CBAT                | CBC                      | Fredericton, Nuovo Brunswick              | CBC Atlantic Television                                                         | 31               | 17.1            |      |
| CBCT                | CBC                      | Charlottetown, Isola del Principe Edoardo | CBC Charlottetown Television                                                    |                  | 13              | 13.1 |
| CBET                | CBC                      | Windsor, Ontario                          | CBC Essex County Television                                                     |                  | 9               | 9.1  |
| CBFT                | SRC                      | Montréal, Québec                          | CBC French Television                                                           |                  | 19              | 2.1  |
| CBHT                | CBC                      | Halifax, Nuova Scozia                     | CBC Halifax Television                                                          |                  | 39              | 3.1  |
| CBIT                | CBC                      | Sydney, Nuova Scozia                      |                                                                                 | 5                |                 |      |
| CBKFT               | SRC                      | Regina, Saskatchewan                      |                                                                                 |                  | 13              | 13.1 |
| CBKST               | CBC                      | Saskatoon, Saskatchewan                   | CBC K Saskatoon Television                                                      | 11               |                 |      |
| CBKT                | CBC                      | Regina, Saskatchewan                      |                                                                                 |                  | 9               | 9.1  |
| CBLFT               | SRC                      | Toronto, Ontario                          | CBC Great Lakes French Television                                               |                  | 24              | 25.1 |
| CBLT                | CBC                      | Toronto, Ontario                          | CBC Great Lakes Television                                                      |                  | 20              | 5.1  |
| CBMT                | CBC                      | Montréal, Québec                          | CBC Montreal Television                                                         |                  | 20              | 6.1  |
| CBNT                | CBC                      | Saint Johns, Terranova e Labrador         | CBC Newfoundland Television                                                     |                  | 8               | 8.1  |
| CBOFT               | SRC                      | Ottawa, Ontario                           | CBC Ottawa French Television                                                    |                  | 9               | 9.1  |
| CBOT                | CBC                      | Ottawa, Ontario                           | CBC Ottawa Television                                                           |                  | 25              | 4.1  |
| CBRT                | CBC                      | Calgary, Alberta                          |                                                                                 |                  | 21              | 9.1  |
| CBUFT               | SRC                      | Vancouver, Columbia Britannica            | CBC Vancouver French Television                                                 |                  | 26              | 26.1 |
| CBUT                | CBC                      | Vancouver, Columbia Britannica            | CBC Vancouver Television                                                        |                  | 43              | 2.1  |
| CBVT                | SRC                      | Québec, Québec                            | CBC Ville de Québec Television                                                  | 11               | 12              | 11.1 |
| CBWFT               | SRC                      | Winnipeg, Manitoba                        | CBC Winnipeg French Television                                                  |                  | 51              | 3.1  |
| CBWT                | CBC                      | Winnipeg, Manitoba                        | CBC Winnipeg Television                                                         |                  | 27              | 6.1  |
| CBXFT               | SRC                      | Edmonton, Alberta                         |                                                                                 |                  | 47              | 11.1 |
| CBXT                | CBC                      | Edmonton, Alberta                         |                                                                                 |                  | 42              | 5.1  |
| CFAP                | V                        | Québec, Québec                            | C F Adélard Pouliot                                                             |                  | 39              | 2.1  |
| CFCF                | CTV                      | Montréal, Québec                          | Canada's First, Canada's Finest                                                 |                  | 51              | 12.1 |
| CFCM                | TVA                      | Québec, Québec                            |                                                                                 |                  | 17              | 4.1  |
| CFCN                | CTV                      | Calgary, Alberta                          |                                                                                 |                  | 29              | 4.1  |
| CFCN-TV-5           | CTV                      | Lethbridge, Alberta                       |                                                                                 |                  |                 | 4.1  |
| CFEM                | TVA affiliate            | Rouyn-Noranda, Québec                     |                                                                                 | 13               | 13              | 13.1 |
| CFER                | TVA                      | Rimouski, Québec                          | C From the East to Rimouski                                                     | 11               |                 |      |
| CFEG                | Indipendente             | Abbotsford, Columbia Britannica           |                                                                                 | 19               |                 |      |
| CFHD                | ICI                      | Montréal, Québec                          | ICI Television                                                                  | 47               | 47.1            |      |
| CFGS                | V affiliate              | Gatineau, Québec                          |                                                                                 |                  | 34              | 34.1 |
| CFJC                | Citytv affiliate         | Kamloops, Columbia Britannica             |                                                                                 | 4                |                 |      |
| CFJP                | V                        | Montréal, Québec                          | CF Jean Pouliot                                                                 |                  | 42              | 35.1 |
| CFKM                | V                        | Trois-Rivières, Québec                    |                                                                                 |                  | 34              | 34.1 |
| CFKS                | V                        | Sherbrooke, Québec                        |                                                                                 |                  | 30              | 30.1 |
| CFMT                | Omni                     | Toronto, Ontario                          | Canada's First Multicultural Television                                         |                  | 47              | 47.1 |
| CFPL                | CTV Two                  | London, Ontario                           | C Free Press of London                                                          |                  | 10              | 10.1 |
| CFQC                | CTV                      | Saskatoon, Saskatchewan                   |                                                                                 |                  | 8               | 8.1  |
| CFRE                | Global                   | Regina, Saskatchewan                      | C F REgina                                                                      |                  | 11              | 11.1 |
| CFRN                | CTV                      | Edmonton, Alberta                         | C F Rice Nielsen                                                                |                  | 12              | 3.1  |
| CFRN-TV-6           | CTV                      | Red Deer, Alberta                         | C F Rice Nielsen                                                                |                  |                 |      |
| CFRS                | V                        | Saguenay, Québec                          | C F Radio Saguenay                                                              | 4                | 13              | 4.1  |
| CFSK                | Global                   | Saskatoon, Saskatchewan                   | C F SasKatoon or SasKatchewan                                                   |                  | 42              | 4.1  |
| CFSO                | Independent              | Cardston, Alberta                         |                                                                                 | 32               |                 |      |
| CFTF                | V affiliate              | Rivière-du-Loup, Québec                   |                                                                                 | 29               | 29              | 29.1 |
| CFTK                | CBC affiliate            | Terrace, Columbia Britannica              | C F Terrace and Kitimat                                                         | 3                |                 |      |
| CFTM                | TVA                      | Montréal, Québec                          | C F Télé-Métropole                                                              |                  | 10              | 10.1 |
| CFTO                | CTV                      | Toronto, Ontario                          | C F Toronto, Ontario                                                            |                  | 9               | 9.1  |
| CFTS                | Independent              | Teslin, Yukon                             |                                                                                 |                  |                 |      |
| CFTU                | Independent French       | Montréal, Québec                          | Canal Savoir                                                                    |                  | 29              | 29.1 |
| CFTV                | Independent              | Leamington, Ontario                       | Community Focus TV                                                              | 34               |                 |      |
| CFVS                | V affiliate              | Val-d'Or, Québec                          |                                                                                 | 25               |                 |      |
| CFYK                | CBC                      | Yellowknife, Territori del Nord-Ovest     | C F YellowKnife                                                                 | 8                | 7               | 8.1  |
| CHAN                | Global                   | Vancouver, Columbia Britannica            | CHANnel                                                                         |                  | 22              | 8.1  |
| CHAT                | Citytv affiliate         | Medicine Hat, Alberta                     | C Medicine HAT                                                                  | 6                |                 |      |
| CHAU                | TVA affiliate            | Carleton, Québec                          |                                                                                 |                  | 5               | 5.1  |
| CHBC                | Global                   | Kelowna, Columbia Britannica              | C H British Columbia                                                            | 2                |                 |      |
| CHBX                | CTV                      | Sault Sante Marie, Ontario                |                                                                                 | 2                |                 |      |
| CHCH                | Independent Conventional | Hamilton, Ontario                         | C Hamilton's CHannel                                                            |                  | 18              | 11.1 |
| CHCT                | Independent              | St. Andrews, Nuovo Brunswick              | CHarlotte County Television                                                     | 26               |                 |      |
| CHEK                | Independent Conventional | Victoria, Columbia Britannica             | CHE(C)K                                                                         |                  | 49              | 6.1  |
| CHEM                | TVA                      | Trois-Rivières, Québec                    |                                                                                 |                  | 8               | 8.1  |
| CHET                | Independent              | Chetwynd, Columbia Britannica             | CHETwynd                                                                        | 55               |                 |      |
| CHEX                | CBC affiliate            | Peterborough, Ontario                     | C H Peterborough EXaminer                                                       | 12               | 12              | 12.1 |
| CHEX-TV-2           | CBC affiliate            | Oshawa, Ontario                           |                                                                                 | 22               |                 |      |
| CHFD                | Global affiliate         | Thunder Bay, Ontario                      | C H. F. Dougall                                                                 |                  | 4               | 4.1  |
| CHLF                | Independent French       | Hawkesbury, Ontario                       | TFO                                                                             | 39               | 31              | 39.1 |
| CHLT                | TVA                      | Sherbrooke, Québec                        | C H La Tribune                                                                  |                  | 7               | 7.1  |
| CHMI                | Citytv                   | Winnipeg, Manitoba                        |                                                                                 |                  | 13              | 13.1 |
| CHMG                | Independent French       | Québec, Québec                            | Tele Mag                                                                        |                  |                 | 9.1  |
| CHNE                | Independent              | Cheticamp, Nuova Scozia                   |                                                                                 | 36               |                 |      |
| CHNM                | Omni                     | Vancouver, Columbia Britannica            | CHaNnel M                                                                       |                  | 20              | 42.1 |
| CHNU                | Joytv                    | Fraser Valley, Columbia Britannica        | C H Nowtv Uhf                                                                   |                  | 47              | 47.1 |
| CHOB                | Independent              | Hobbema, Alberta                          |                                                                                 |                  |                 |      |
| CHOT                | TVA affiliate            | Gatineau, Québec                          | C'est Hull-Ottawa Télévision                                                    |                  | 40              | 40.1 |
| CHRO                | CTV Two                  | Pembroke, Ontario                         |                                                                                 | 5                | 43              |      |
| CHTY                | APTN                     | Yellowknife, Territori del Nord-Ovest     |                                                                                 | 11               |                 |      |
| CHVC                | Independent              | Valemount, Columbia Britannica            | CH Valemount Community                                                          | 7                |                 |      |
| CHWI                | CTV Two                  | Windsor, Ontario                          | CHatham WIndsor                                                                 |                  | 16              | 16.1 |
| CHWT                | APTN                     | Whitehorse, Yukon                         |                                                                                 | 11               |                 |      |
| CICA                | Independent              | Toronto, Ontario                          | TVO                                                                             |                  | 19              | 19.1 |
| CICC                | CTV                      | Yorkton, Saskatchewan                     |                                                                                 | 10               |                 |      |
| CIER                | Independent              | Ear Falls, Ontario                        |                                                                                 |                  |                 |      |
| CHOB                | Independent              | Hay River, Territori del Nord-Ovest       |                                                                                 |                  |                 |      |
| CICI                | CTV                      | Sudbury, Ontario                          |                                                                                 | 5                |                 |      |
| CICT                | Global                   | Calgary, Alberta                          | C Independent Calgary Television                                                |                  | 41              | 2.1  |
| CIHF                | Global                   | Halifax, Nuova Scozia                     | C Independent in Halifax and Fredericton                                        |                  | 8               | 8.1  |
| CIHF-TV-2           | Global                   | Saint John, Nuovo Brunswick               | C Independent in Halifax and Fredericton                                        |                  |                 |      |
| CIII-TV-41          | Global                   | Toronto, Ontario                          | C III (three)                                                                   |                  | 41              | 41.1 |
| CIIT                | Joytv                    | Winnipeg, Manitoba                        |                                                                                 |                  | 35              | 35.1 |
| CIMC                | Independent              | Arichat, Nuova Scozia                     | C Isle Madame Community                                                         | 10               |                 |      |
| CIMT                | TVA affiliate            | Rivière-du-Loup, Québec                   |                                                                                 | 9                | 9               | 9.1  |
| CIPA                | CTV                      | Prince Albert, Saskatchewan               | C I Prince Albert                                                               | 9                |                 |      |
| CIRE                | Independent              | High Prairie, Alberta                     |                                                                                 | 12               |                 |      |
| CISA                | Global                   | Lethbridge, Alberta                       | Canadian Independent Southern Alberta                                           |                  | 7               | 7.1  |
| CITL                | CTV affiliate            | Lloydminster, Alberta/Saskatchewan        | C I Television in Lloydminster                                                  |                  | 4               | 4.1  |
| CITO                | CTV                      | Timmins, Ontario                          | C I Timmins, Ontario                                                            | 3                |                 |      |
| CITS                | CTS                      | Burlington, Ontario                       | Crossroads I Television System                                                  |                  | 36              | 36.1 |
| CITV                | Global                   | Edmonton, Alberta                         | C Independent TeleVision                                                        |                  | 13              | 13.1 |
| CITY                | Citytv                   | Toronto, Ontario                          | City                                                                            |                  | 44              | 57.1 |
| CIVI                | CTV Two                  | Victoria, Columbia Britannica             | C I Vancouver Island                                                            |                  | 23              | 23.1 |
| CIVM                | Independent French       | Montréal, Québec                          | Télé-Québec                                                                     |                  | 26              | 17.1 |
| CIVT                | CTV                      | Vancouver, Columbia Britannica            | C IV (fourth) Television or C I Vancouver Television                            |                  | 32              | 32.1 |
| CJBN                | Global                   | Kenora, Ontario                           |                                                                                 | 13               |                 |      |
| CJBR                | SRC                      | Rimouski, Québec                          | C Jules A. BRilliant                                                            |                  | 45              | 2.1  |
| CJCB                | CTV                      | Sydney, Nuova Scozia                      | C J Cape Breton                                                                 | 4                |                 |      |
| CJCH                | CTV                      | Halifax, Nuova Scozia                     |                                                                                 |                  | 48              | 5.1  |
| CJCO                | Omni                     | Calgary, Alberta                          |                                                                                 |                  | 38              | 38.1 |
| CJDC                | CBC affiliate            | Dawson Creek, Columbia Britannica         | C J Dawson Creek                                                                | 5                |                 |      |
| CJEO                | Omni                     | Edmonton, Alberta                         |                                                                                 |                  | 44              | 56.1 |
| CJIL                | Independent              | Lethbridge, Alberta                       | The Miracle Channel                                                             |                  | 33              | 17.1 |
| CJMT                | Omni                     | Toronto, Ontario                          | C J Multicultural Television                                                    |                  | 44              | 69.1 |
| CJNT                | Independent Conventional | Montréal, Québec                          |                                                                                 |                  | 49              | 62.1 |
| CJOH                | CTV                      | Ottawa, Ontario                           | C J Ottawa-Hull                                                                 |                  | 13              | 13.1 |
| CJON                | Independent Conventional | Saint John's, Terranova e Labrador        | NTV                                                                             |                  | 6               | 6.1  |
| CJPC                | V affiliate              | Rimouski, Québec                          |                                                                                 |                  |                 |      |
| CJPM                | TVA                      | Saguenay, Québec                          |                                                                                 |                  | 46              | 6.1  |
| CKAL                | Citytv                   | Calgary, Alberta                          | C K CALgary or ALberta                                                          |                  | 49              | 5.1  |
| CKCK                | CTV                      | Regina, Saskatchewan                      |                                                                                 |                  | 8               | 2.1  |
| CKCO                | CTV                      | Kitchener, Ontario                        | C Kitchener, Central Ontario                                                    |                  | 13              | 13.1 |
| CKCS                | CTS                      | Calgary, Alberta                          |                                                                                 |                  | 32              | 32.1 |
| CKCW                | CTV                      | Moncton, Nuovo Brunswick                  |                                                                                 |                  | 29              | 2.1  |
| CKEM                | Citytv                   | Edmonton, Alberta                         | C K EdMonton                                                                    |                  | 17              | 17.1 |
| CKES                | CTS                      | Edmonton, Alberta                         |                                                                                 |                  | 30              | 45.1 |
| CKLT                | CTV                      | Saint John, Nuovo Brunswick               | C K Lionel Television                                                           |                  | 9               | 9.1  |
| CKMI-TV-1           | Global                   | Montréal, Québec                          |                                                                                 |                  | 15              | 46.1 |
| CKND                | Global                   | Winnipeg, Manitoba                        | C K North Dakota (the station's original location as KCND-TV from 1959 to 1975) |                  | 40              | 9.1  |
| CKNY                | CTV                      | North Bay, Ontario                        | C K North BaY                                                                   | 10               |                 |      |
| CKPG                | Citytv affiliate         | Prince George, Columbia Britannica        | C K Prince George                                                               | 2                |                 |      |
| CKPR                | CBC affiliate            | Thunder Bay, Ontario                      | C K Port ARthur                                                                 |                  | 2               | 2.1  |
| CKRN                | SRC affiliate            | Rouyn-Noranda, Québec                     | C K Radio-Nord or Rouyn-Noranda                                                 |                  | 9               | 4.1  |
| CKRT                | SRC affiliate            | Rivière-du-Loup, Québec                   |                                                                                 |                  | 53              | 7.1  |
| CKSA                | CBC affiliate            | Lloydminster, Alberta/Saskatchewan        | C K Saskatchewan and Alberta                                                    |                  | (NO)            | 2.1  |
| CKSH                | SRC                      | Sherbrooke, Québec                        | C K SHerbrooke                                                                  |                  | 9               | 9.1  |
| CKTM                | SRC                      | Trois-Rivières, Québec                    | C K Télévision Mauricie                                                         |                  | (NO)            | 13.1 |
| CKTV                | SRC                      | Saguenay, Québec                          | C K TéléVision                                                                  |                  | 48              | 12.1 |
| CKVR                | CTV Two                  | Barrie, Ontario                           | C K Valerie and Ralph Snelgrove                                                 |                  | 10              | 3.1  |
| CKVU                | Citytv                   | Vancouver, Columbia Britannica            | C K Vancouver UHF                                                               |                  | 47              | 10.1 |
| CKWS                | CBC affiliate            | Kingston, Ontario                         | C Kingston Whig-Standard (the original owner of CKWS)                           | 11               |                 |      |
| CKY                 | CTV                      | Winnipeg, Manitoba                        |                                                                                 |                  | 7               | 7.1  |

### Stazioni televisive minori
| Nome della stazione            | Network di appartenenza | Luogo                                                                      | Significato                | Canale analogico | Canale digitale | LCN | Note                       |
| ------------------------------ | ----------------------- | -------------------------------------------------------------------------- | -------------------------- | ---------------- | --------------- | --- | -------------------------- |
| CTV Two Alberta                | CTV Two                 | Edmonton, Alberta                                                          | CTV Two Alberta            |                  |                 |     | Disponibile solo via cavo. |
| CTV Two Atlantic               | CTV Two                 | Halifax, Nuova Scozia                                                      | CTV Two Atlantic           |                  |                 |     | Disponibile solo via cavo. |
| SCN                            | Citytv affiliate        | Regina, Saskatchewan                                                       | SCN                        |                  |                 |     |                            |
| Cable 14                       | Indipendente            | Hamilton, Ontario                                                          | Cable 14                   |                  |                 |     |                            |
| Coast Cable 11                 | Indipendente            | Columbia Britannica                                                        | Coast Cable 11             |                  |                 |     |                            |
| EastLink TV                    | Indipendente            | Ontario, Québec, Nuova Scozia, Nuovo Brunswick, Isola del Principe Edoardo | EastLink TV                |                  |                 |     |                            |
| Knowledge                      | Indipendente            | Burnaby, Columbia Britannica                                               | Knowledge                  |                  |                 |     |                            |
| CH5248                         | Indipendente            | Neepawa, Manitoba                                                          | NAC TV                     | 30               |                 |     |                            |
| Ontario Parliament Network     | Indipendente            | Ontario                                                                    |                            |                  |                 |     |                            |
| Rogers TV                      | Indipendente            | Ontario                                                                    | Rogers TV                  |                  |                 |     |                            |
| Shaw Multicultural Channel     | Indipendente            | Vancouver, Columbia Britannica                                             | Shaw Multicultural Station |                  |                 |     |                            |
| WGCtv                          | Indipendente            | Brandon, Manitoba                                                          | WGCtv                      |                  |                 |     |                            |
| Star Ray TV                    | Indipendente            | Toronto, Ontario                                                           |                            | 15               |                 |     | Stazione pirata.           |
| Canal de l'Assemblée nationale | Indipendente francese   | Québec                                                                     |                            |                  |                 |     |                            |
| TV Rogers                      | Indipendente francese   | Ontario                                                                    | TV Rogers                  |                  |                 |     |                            |
| TVC9 Cablevision               | Indipendente francese   | Val-d'Or, Québec                                                           | TVC9 Cablevision           |                  |                 |     |                            |
| Vox                            | Indipendente francese   | Québec                                                                     | Vox                        |                  |                 |     |                            |